# Гари Мур
Роберт Вилијам Гари Мур, познатији као Гари Мур (енгл. Robert William Gary Moore; Белфаст, 4. април 1952 — Естепона, 6. фебруар 2011), био је британски музичар, најпознатији као блуз/рок гитариста и певач.
У каријери која потиче још из 1960-их, Мур је свирао са уметницима, као што су Фил Линот и Брајан Дауни док је још био тинејџер, што га је довело до чланства у ирским бендовима Скид Роу и Тин Лизи у три наврата. Мур је наступао са блуз и рок „иконама” као што су Би Би Кинг, Алберт Кинг, Колосеум II, Џорџ Харисон и Грег Лејк, а имао је и успешну соло каријеру. Гостовао је на више албума који су снимили други познати извођачи.

## Биографија
Гари је одрастао у источном делу Белфаста као једно од петоро деце Бобија, промотера, и Вини, домаћице. Као тинејџер је напустио град због проблема у породици (родитељи су му се развели).
Веома рано је почео да се бави музиком. Почео је да свира са осам година на лошој акустичној гитари. Прву добру гитару добио је са четрнаест година, учећи да свира као деснорук без обзира на то што је био леворук. Са шеснаест година се преселио у Даблин како би постао музичар. У раним данима највећи утицај на Мура је имао Питер Грин, гитариста групе Флитвуд Мек, који му је био ментор кад би наступао у Даблину. Грин је и касније утицао на њега, што је касније резултирало трибјут албумом из 1995, Blues for Greeny, а албум се састојао од Гринових композиција. На овом албуму Гари је свирао Гринов Gibson Les Paul Standard из 1959. коју је Грин продао Муру након што је напустио Флитвуд Мек. Гари је на његов захтев одмах купио гитару како би, како је навео, „била у добрим рукама”. Остали идоли су му били Алберт Кинг, Елвис Присли, The Shadows и Битлси. Кад је видео Џимија Хендрикса у свом родном граду Белфасту, почео је да развија свој препознатљив блуз рок стил, који ће бити доминантан током целе његове каријере.

## Каријера

### Скид Роу
Након пресељења у Даблин, Мур се придружио ирском блуз рок бенду Скид Роу. У то време, групу је предводио вокал Фил Линот. Он и Мур су се убрзо спријатељили и делили су стан у Болсбриџу. Међутим, након медицинског одсуства, Басиста групе Браш Шилс је замолио Линота да напусти Скид Роу, и он је преузео вокалне дужности. Године 1970, Скид Роу су потписали уговор о снимању са CBS-ом и објавили свој деби албум Skid, који је достигао 30. место на ранг листи УК албума. Након албума 34 Hours 1971. и турнеја на којима су, између осталог, подржавали The Allman Brothers Band и Mountain, Мур је одлучио да напусти бенд. Мур је постао фрустриран „ограничењима” групе, и одлучио да започне соло каријеру. Ретроспективно, Мур је изјавио: „Скид Роу је био весео, али немам баш лепа сећања на то, јер сам у то време био веома збуњен у погледу онога шта радим.“ Себастијан Бах, бивши фронтмен америчког хеви метал бенда Скид Роу, тврдио је да им је Мур продао права на име 1987. за пријављених 35.000 долара. Браш Шилс је оспорио ту причу 2012. године, тврдећи да још увек поседује права. Рејчел Болан из америчког Скид Роуа такође је оповргнуо причу 2019. године, рекавши: „Никада није било размене новца. Снејк и ја смо отишли и заштитили име и није било проблема.”

## Смрт
Мур је преминуо 6. фебруара 2011. од срчаног удара у својој хотелској соби док је био на одмору у шпанском летовалишту Естепона. Дејли телеграф је известио да је Муров фатални срчани удар био последица високог нивоа алкохола у његовом телу.
Његов старији син Џек и његов ујак Клиф Мур су извели ирску баладу „Дани бој” на његовој сахрани. „Белфаст телеграф” је известио да је то било „беспрекорно одавање почасти услед чега је део ожалошћених у цркви отворено плакао”. Он је сахрањен у приватној церемонији у дворишту цркве Свете Маргарете, у Ротингдину, Источни Сасекс, Енглеска, којој је присуствовала само породица и блиски пријатељи.

## Стил и наслеђе
Мур је био популаран у Западној Европи, Скандинавији, Источној Европи и Јапану, док је у Сједињеним Америчким Државама био мање успешан. Током његове каријере, Мур је био признат као значајан утицај од стране многих значајних гитариста укључујући Мартина Бара, Вивијана Кембела, Пола Гилберта, Зека Вајлда, и Џоа Бонамаса.

## Дискографија

### Соло албуми
- Back on the Streets (1978)
- Corridors of Power (1982)
- Dirty Fingers (1983)
- Victims of the Future (1983)
- Run for Cover (1985)
- Wild Frontier (1987)
- After the War (1989)
- Still Got the Blues (1990)
- After Hours (1992)
- Blues for Greeny (1995)
- Dark Days in Paradise (1997)
- A Different Beat (1999)
- Back to the Blues (2001)
- Power of the Blues (2004)
- Old New Ballads Blues (2006)
- Close as You Get (2007)
- Bad for You Baby (2008)
- How Blue Can You Get (2021)